# Nicola Fergola
Nicola Fergola   (Nàpols, 29 d'octubre de 1753 - Nàpols, 21 de juny de 1824) fou un matemàtic italià professor de la universitat de Nàpols.

## Vida

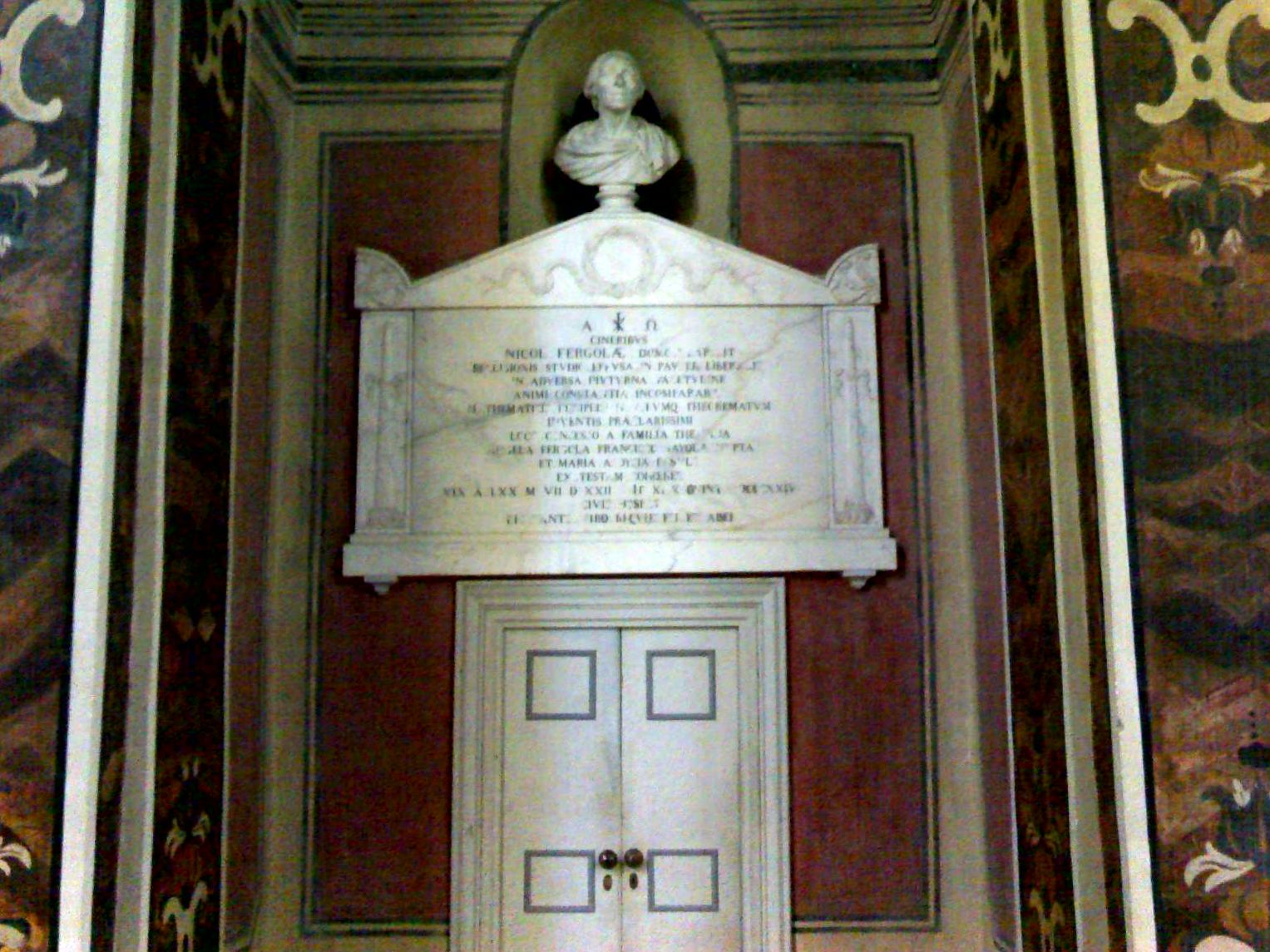
La seva tomba a la Basílica de San Paolo Maggiore de Nàpols.

Va estudiar amb els jesuïtes i el 1767 va ingressar a la universitat de Nàpols, però els estudis de matemàtiques els va fer per ell mateix, ja que a la universitat es donaven, bàsicament, lleis i medicina. A partir de 1770, per nomenament reial, va ser professor del Liceo del Salvatore, una escola reial fundada en el mateix col·legi que havia sigut dels jesuïtes, orde que havia estat dissolta tres anys abans.
El 1799, durant el període republicà napoleònic, se'n va a viure a Capodimonte, però en restaurar-se la monarquia borbònica al Regne de Nàpols, és nomenat el 1800 catedràtic de matemàtiques a la universitat d'aquesta ciutat.
El 1821 va patir una apoplexia que li va immobilitzar la meitat del cos i a partir de febrer de 1822 ja no va poder sortir de casa seva fins a la seva mort.

## Obra

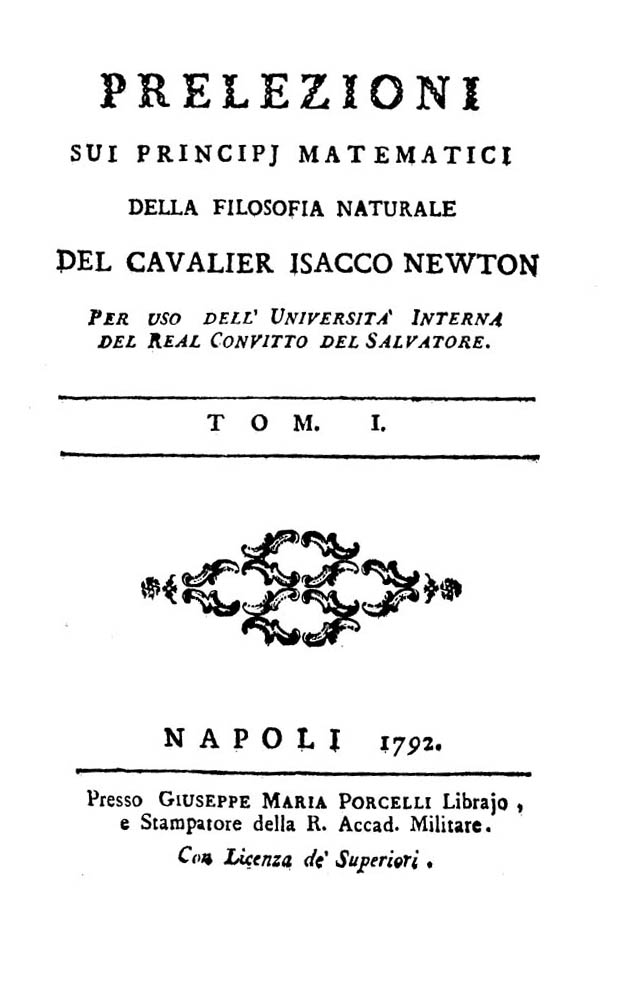
Prelezioni sui principi matematici della filosofia naturale del cavalier Isacco Newton, 1792

Fergola va ser un dels protagonistes d'una discrepància ideològica que es va donar entre els científics napolitans a finals del segle xviii i primera meitat del XIX. En el camp de les matemàtiques això va significar la disputa entre els mètodes sintètics i analítics. La disputa va coincidir amb la visió política conservadora dels defensors dels primers i la visió progressista dels defensors dels mètodes analítics. Fergola i el seu deixeble, Vincenzo Flauti, van ser els defensors dels mètodes sintètics i es van enfrontar amb els matemàtics de la Reial Escola Militar, com Carlo Lauberg i Annibale Giordano.
La restauració borbònica en el regne de les Dues Sicílies, de caràcter ultra-conservador, va fer que l'escola sintètica de Fergola es mantingués viva pràcticament fins al Risorgimento que va portar a la unificació d'Itàlia. A finals del segle xix havia estat completament oblidada.
L'única obra de Fergola que pot continuar tenint algun interès avui en dia és Prelezioni sui Principi matematici della filosofia naturale del cavalier Isacco Newton, publicada en dos volums els anys 1792 i 1793. En ella destaca la visió religiosa que té del concepte força.
Aquesta concepció religiosa, creua tota la seva producció matemàtica, fins al punt que el 1839 es va publicar un manuscrit seu amb el títol de Teorica de miracoli esposta con metodo dimostrativo, en el que pretén demostrar de forma rigorosa la possibilitat dels miracles, utilitzant els típics procediments matemàtics de proposició, demostració, teorema, lemma, escoli, etc.